# Dariusz Nowak (rzeźbiarz)
Jerzy Dariusz Nowak (ur. 18 sierpnia 1953 w Lipsku nad Wisłą) – polski artysta rzeźbiarz.
Obecnie mieszka w Republice Południowej Afryki. Po ukończeniu Technikum Leśnego w Rzepinie przeniósł się do Wrocławia, gdzie rozpoczął naukę w Państwowym Ognisku Kultury Plastycznej, a następnie studia na Wydziale Rzeźby w Akademii Sztuk Pięknych, którą ukończył w 1986 r. Jest członkiem ZPAP o/Wrocław. Od lat 70. jest członkiem Grupy „Rys”. W dorobku posiada kilkadziesiąt ekslibrisów wykonanych techniką linorytu. 
Do lat osiemdziesiątych brał udział w kilku wystawach rzeźby i małej formy graficznej we Wrocławiu (1977, 1978, 1979, 1980), Eberswald (Niemcy, 1978), Krakowie (1979) oraz Rzeszowie (1980). 